# 고양 동산동 비석군
고양 동산동 비석군은 경기도 고양시 동산동에 있는 비석군이다. 2006년 11월 1일 고양시의 향토문화재 제47호로 지정되었다.

## 개요
고양밥할머니석상이 있는 동산동 창릉 모퉁이 공원에 있다. 북쪽에서부터 차례로 吳挺日淸德恤民善政碑와 德水慈氏橋碑銘, 嚴纘善政碑가 있다. 덕수자씨교비명은 조선 현종(1660)때 덕수교 다리를 만들면서 이 비를 세우게 된 배경, 공사기간, 사용경비, 그리고 도움을 준 사람 1000여 명의 인명을 이두 문자로 기록한 것이며, 吳挺日淸德恤民善政碑는 당시 관찰사였던 오정일의 공덕비이다. 그리고 엄찬은 숙종 16년(1690)부터 숙종 17년(1691)까지 고양군수를 지냈던 인물이다.

## 현지 안내문
이 동산동 비석군은 고양 밥 할머니 석상화 함께 삼송택지개발지구내 밥 할머니 공원안에 위치해 있다. 비석군은 오른쪽으로부터 규모가 큰 오정일 선정비, 덕수 자씨 교비명, 엄찬 선정비 순으로 세워져 있다. 이 비석들은 350년 전 고양지역의 인물과 역사적 상황, 주요 유적, 도로의 현황 등을 알 수 있고, 특히 한문과 함께 이두 표기의 기록이 많아 고양지역의 향토사 연구 및 국문학적으로도 그 가치가 인정되어 보호하고 있다.
방백 오후정일 청덕 휼민 선정비(方伯 吳候挺一 淸德 恤民 善政碑)
총 높이가 3m에 이르는 큰 비석으로 아랫부분의 귀부(龜趺)와 중간의 비신(碑身), 윗 부분의 이수(螭首)로 나뉘어져 있다.
이 비석은 1660년 고양군 덕수천(현재의 창릉천)에 새롭게 석교(돌다리)를 만들면서 당시 경기도 관찰사인 오정일(吳挺一)의 공덕을 기리기 위해 세운 것이다. 앞면과 뒷면에 비문이 잘 남아 있어 건립 연도를 정확히 알 수 있다.
오정일(1610~1670)은 조선조의 문신으로 본관은 동복(同福)이며 호는 귀사(龜砂)이다. 1639년 문과에 급제한 뒤 황해도 및 경기도 관찰사를 비롯하여 도승지를 거쳐 호조판서 등을 역임한 인물이다.
고양 덕수 자씨 교비명(高陽 德水 慈氏 僑碑銘)
총 높이 3.4m의 비석으로 직사각형의 비좌에 비신과 옥개(屋蓋)가 있는 모양을 하고 있다. 비문은 앞쪽 윗부분에 제목 글씨인 두전(頭篆)이 있고 그 아래로 비문이 세로로 새겨져 있다. 비석은 1660년(현종1)에 조선남(趙善南)과 고양지역의 주민들이 서로 힘을 모아 덕수천(현 창릉천)에 돌다리를 만들고 그 내력을 상세히 적은 것이다. 비문에 의하면 석교를 만들어 홍수에 대비하고 임금과 백성들을 편안히 다닐 수 있도록 한다는 내용이 적혀 있어 축조 목적을 알 수 있다. 비의 앞·뒷면에는 약 800명의 사람 이름이 한문과 이두문자(吏讀文字) 등으로 적혀 있어 학술적·문화재적 가치를 인정받고 있다.
고양군수 엄찬 선정비(高陽郡守 嚴纘 善政碑)
끝에 있는 작은 비석으로 총 높이는 약 1.6m이다.
엄찬은 1690년 12월 22일(숙종 16년)부터 1691년 11월 2일(숙종 17년)까지 고양군수를 지낸 인물이다. 이 비석은 당시 군수의 공적을 기리기 위해 세운 화강석 비문이며 엄찬 군수는 충주목사로 자리를 옮겼다.

## 같이 보기
- 고양 밥할머니석상 - 고양시 향토문화재 제46호

## 참고 문헌
- 동산동비석군 - 고양시의 문화관광 - 향토유적